# Désobéissance (film, 2002)
Pour les articles homonymes, voir Désobéissance.
Pour plus de détails, voir Fiche technique et Distribution.
Désobéissance (Desobediência) est un film mozambicain réalisé par Licínio Azevedo, sorti en 2002.

## Synopsis
Une paysanne du nord du Mozambique, près de Chimoio, vit avec un mari toujours ivre. Un jour, fatiguée de ses exigences, elle lui laisse choisir l'endroit où il souhaite prendre son bain. Dans sa fureur, le mari se pend. 
Sa famille, dans l'espoir de récupérer ses biens, accuse la femme (Rosa) d'avoir causée le suicide de son mari, en lui désobéissant. Cette dernière pour se défendre fait appel au jugement traditionnel d'un sorcier, puis des autorités civiles. Par deux fois, elle est déclarée innocente. Mais la famille du mari n'abandonne pas sa poursuite.
Ce film a été tourné dans des conditions très particulières. Le réalisateur a été informé de cette histoire par un journal local et s'est rendu sur les lieux du drame pour reconstituer les événements. Les personnages sont donc les acteurs réels de l'histoire. Le suicidé étant interprété par son frère jumeau. Pendant le tournage, l'histoire de la vengeance s'est poursuivi. Pour en accompagner les péripéties, une seconde caméra a été installée.  Ce que crée au montage un extraordinaire équilibre entre le documentaire et la fiction.

## Fiche technique
- Titre original : Desobediência
- Réalisation : Licínio Azevedo
- Production : Ebano Multimedia
- Montage : Orlando Mesquita
- Musique : João Carlos Schwalbach
- Son : Gabriel Mondlane
- Durée : 92 min
- Format : Couleurs
- Langues : Portugais et Ximanica

## Distribution
- Rosa Castigo
- Tomás Sodzai

## Festivals
- Africa in the Picture, The Netherlands
- DocLisboa, Portugal (2008)
- Kino Afrika, Norway
- Festival International du Film d'Amiens, France
- 2.º CINEPORT, Brazil (2006)

## Distinctions
- FIPA d'Argent au FIPA – International Festival of Audiovisual Programs, France  (2003)
- Prix Kuxa Kanema Award au FUNDAC - Fundo Para o Desenvolvimento Artístico Cultural, Mozambique
- Mention spéciale du jury pour l'interprétation de Rosa Castigo - International Film Festival of Zanzibar, Tanzania